# 86 Pułk Artylerii Przeciwlotniczej
86 Pułk Artylerii Przeciwlotniczej (86 paplot.) – oddział artylerii przeciwlotniczej ludowego Wojska Polskiego.

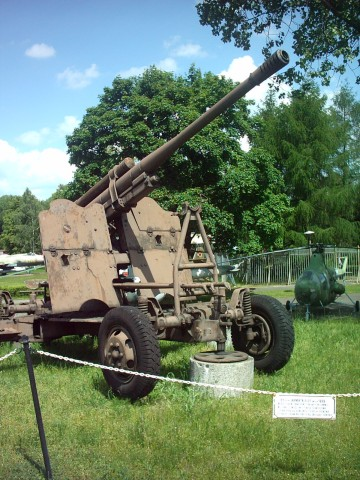
85 mm armata przeciwlotnicza wz.39

## Formowanie i zmiany organizacyjne
Pułk zorganizowany został we wrześniu 1945, w garnizonie Leszno, na bazie oddziałów rozformowanej 3 Dywizji Artylerii Przeciwlotniczej. W 1948 oddział dyslokowany został do garnizonu Poznań, w którym zajął koszary przy ulicy Rolnej. Do 15 kwietnia 1950 jednostka przeformowana została w 86 Pułk Artylerii OPL i z dniem 1 maja tego roku podporządkowana Dowództwu Obrony Przeciwlotniczej. W sierpniu 1950 zdecydowano o przeniesieniu pułku (bez I dywizjonu) do garnizonu Legionowo i włączeniu w skład 9 Dywizji Artylerii Obrony Przeciwlotniczej.
Na bazie 1 dywizjonu, do 1 grudnia 1950, sformowany został 64 Pułk Artylerii OPL. Po zakończeniu formowania jednostka dyslokowana została do garnizonu Legionowo i włączona w skład 9 DA OPL.

### Skład organizacyjny
Dowództwo i sztab
- dywizjon artylerii przeciwlotniczej średniego kalibru
- dywizjon artylerii przeciwlotniczej małego kalibru

Stan etatowy pułku liczył 732 żołnierzy. Na jego uzbrojeniu znajdowało się:
- 13  armat przeciwlotniczych 37 mm wz. 1939
- 13 armat przeciwlotniczych 85 mm wz. 1939